# Adobe Experience Cloud
Adobe Experience Cloud (AEC) (anteriormente Adobe Marketing Cloud), es una colección de productos integrados de marketing en línea y análisis web de Adobe. La colección Adobe Marketing Cloud salió al público en octubre de 2012. En noviembre de 2013, Adobe introdujo funciones móviles en su Marketing Cloud, convirtiendo a los teléfonos inteligentes y otros dispositivos móviles en nuevos objetivos para el análisis.